# Road (東方神起の曲)
「Road」（ロード）は、東方神起の楽曲である。2018年7月25日に日本での45枚目のシングルとしてavex traxから発売された。

## 解説
前作『Reboot』より約7ヶ月ぶりのリリースで、2018年第1弾シングル。9thアルバム『TOMORROW』からの先行シングルである。「CD+フォトブック（初回限定豪華盤）」「CDのみ（初回盤）」の2形態でリリースされ、初回限定豪華盤にはフォトブック（24ページ）が付属。
カップリング曲として、メンバーのソロ曲が収録されており、これは30thシングル『時ヲ止メテ』以来となる。
2018年7月23日から29日の期間限定で、渋谷駅の連絡通路に東方神起の巨大ビジュアルが掲示され、中央にあるビジュアルでラッピングされたサイネージでは「Road」のミュージック・ビデオが上映されていた。
2018年8月6日付のオリコンデイリーシングルチャートで2位を獲得し、8月6日付のオリコン週間シングルランキングでも2位を記録した。日本レコード協会からはゴールド認定を受けた。

## リリース
CD+フォトブック+スマプラミュージック（初回限定豪華盤）
- 品番：AVCK-79492
- A4サイズ特殊ジャケット、フォトブック（A4サイズ / 24ページ）
- ジャケットサイズカード封入（6種から1枚ランダムで封入）

CD+スマプラミュージック
- 品番：AVCK-79493
- ジャケットサイズカード封入（6種から1枚ランダムで封入）

CD+スマプラミュージック（Bigeast盤）
- 品番：AVCK-79494
- ジャケットサイズカード封入（6種から1枚ランダムで封入）
- Bigeastオフィシャルショップ限定特典：メンバー直筆コメント付きブックレット（ジャケットサイズ / 8ページ）

## 収録内容
| #         | タイトル                                        | 作詞                                | 作曲                                                    | 編曲                                       | 時間  |
| --------- | ----------------------------------------------- | ----------------------------------- | ------------------------------------------------------- | ------------------------------------------ | ----- |
| 1.        | 「Road」                                        | 井上慎二郎 KOH                      | KOH                                                     | 井上慎二郎                                 | 4:47  |
| 2.        | 「Drop」(YUNHO from 東方神起)                   | - Yoo Young Jin - H.U.B. (日本語詞) | Yoo Young Jin                                           | Yoo Young Jin                              | 4:20  |
| 3.        | 「In A Different Life」(CHANGMIN from 東方神起) | CHANGMIN                            | Alexander Holmgren Andreas Stone Johansson Marty Dodson | Alexander Holmgren Andreas Stone Johansson | 3:31  |
| 4.        | 「Road」(Less Vocal)                            |                                     |                                                         |                                            | 4:47  |
| 5.        | 「Drop」(Less Vocal)                            |                                     |                                                         |                                            | 4:20  |
| 6.        | 「In A Diffent Life」(Less Vocal)               |                                     |                                                         |                                            | 3:27  |
| 合計時間: | 合計時間:                                       | 合計時間:                           | 合計時間:                                               | 合計時間:                                  | 25:12 |

## 曲の解説
1. Road
「これからも一緒に同じ道を歩いていこう」というメッセージを込めたミディアムテンポの楽曲[14]。
6月8日、9日、10日に開催された「TOHOSHINKI LIVE TOUR 2017 〜Begin Again〜 Special Edition in NISSAN STADIUM」で初披露された。また、リリース前の7月20日放送の『ミュージックステーション』（テレビ朝日系）でテレビ初披露された楽曲でもある[10][9]。
リリースに先駆けて、YouTubeのavex公式チャンネルでミュージック・ビデオが公開された。監督は土屋隆俊で、ドローンは田中空撮が担当[15]。ミュージック・ビデオは、北海道十勝郡で撮影されたもので、ユンホが運転する車をチャンミンがヒッチハイクして2人で旅をするというストーリー仕立てになっている[16]。このミュージック・ビデオは、9thアルバム『TOMORROW』の初回生産限定盤に付属のDVD/Blu-rayに収録されている。
2. Drop
ユンホのソロ曲。
「TOHOSHINKI LIVE TOUR 2017 〜Begin Again〜 Special Edition in NISSAN STADIUM」で披露された楽曲[9][17][18]で、2017年に韓国で配信リリースされた楽曲の日本語バージョン[19]。
3. In A Different Life
チャンミンのソロ曲で、自身初となる日本語での作詞を手掛けた楽曲[20]。2017年に韓国で配信リリースされた「여정[旅程](In A Different Life)」の日本語バージョン[21]。

## 演奏参加者
| Road - 井上慎二郎 - Programmed, Guitar - Chirolyn - Bass - 山下伶 - Chromatic Harmonica - Team-T - Voice (Shout) | Drop - U-Know、Yoo Young Jin - Backing Vocals In A Different Life - Changmin - Backing Vocals |

## タイアップ
- 日本テレビ系『ウチのガヤがすみません!』2018年7月度エンディングテーマ (#1)
- 中京テレビ『採用!フリップNEWS』2018年7月度エンディングテーマ (#1)
- 日本テレビ系『バズリズム02』2018年8月度オープニングテーマ (#1)
- 「ハウステンボス 花の大運河」CMソング (#1)

## 収録アルバム
Road
- TOMORROW